# Vanity 6
A Vanity 6 egy amerikai női énekes-trió, amelyet Prince alapított 1981-ben.

## Alapítás
1981-ben Prince három barátjának — Susan Moonsie, Brenda Bennett, és Jamie Shoop — ajánlotta fel egy együttes megalapítását "The Hookers" néven. Prince elképzelése az volt, hogy a három énekesnő fehérneműben adna elő és a szex, illetve fantázia témájában énekelnének. Az 1970-es évek vége óta szeretett volna egy női együttest mentorálni, amikor látta a Csillag születik filmet.
Az eredeti trió csak néhány demót vett fel, mielőtt Prince megismerte Denise Matthews modellt 1981 januárjában. Matthews Rick Jamesszel jelent meg az American Music Awards díjátadón, ahol Prince rá akarta venni, hogy csatlakozzon a triójához és eldöntötte, hogy ő lenne a tökéletes frontember a projekthez. Matthews felvette a Vanity nevet. Prince a "Vagina" művésznevet adta volna neki, de végül a "Vanity"-ben egyeztek meg. A történet másik verziója alapján Prince ötlete volt a Vanity név, mert úgy érezte, hogy amikor ránéz úgy érzi, mintha önmaga női verzióját látná. Vanity érkezésével Shoop-ot eltávolították a csoportból. Prince romantikus kapcsolatba kezdett Vanityvel.

## Karrier
Prince az új triót átnevezte Vanity 6-re. Ő írta az együttesnek a dalokat és az első kislemezük, a "He's So Dull" kisebb sikereket ért el Ausztráliában és Hollandiában és szerepelt a Családi vakáció (1983) filmben. Második kislemezük, a "Nasty Girl" hetedik helyig jutott a US R&B slágerlistán és elsőig a US Dance listán. A dal helyet kapott a Beverly Hills-i zsaruban és a Koraéretlenekben.

### Nézeteltérések és feloszlás
A harmadik kislemez, a "Drive Me Wild" kisebb sikereket ért el. Mindhárom kislemezhez készültek videóklipek. A Vanity 6 album arany minősítést kapott az Amerikai Hanglemezgyártók Szövetségétől (RIAA). Nyitóegyüttes voltak Prince 1999 Tour turnéján 1982-ben és 1983-ban. A The Time a Vanity 6 nyitókoncertek közben egy függöny mögött játszott, amely nézeteltéréseket okozott a két együttes között.
Az együttes tagjainak az se tetszett, hogy Prince Vanity-t választotta a Rolling Stone magazin borítóján való szerepléséhez. 1983-ban Vanity felvette a "Sex Shooter" demóját és főszerepet kapott volna a Bíboreső című filmben. Az évben később Vanity hirtelen elhagyta Prince táborát és a filmben való szerepét. Oknak pénzt, kapcsolatuk végét nevezték meg és Vanity kapott egy szerződést a Motown Recordstól.

## Apollonia 6
Vanity helyét a Bíboresőben Patricia Kotero vette át, aki az Apollonia művésznéven alkotott. Övé lett a Vanity 6 frontemberi pozíciója, amelyet átneveztek Apollonia 6-re. 1984-ben felvették az egyetlen albumukat, az Apollonia 6-et.

## A zenei karrier után
1994-ben Vanity crack kokain túladagolást szenvedett és életveszélyes állapotba került veseelégtelenséggel. Felgyógyulása után elhagyta művésznevét. 2016. február 15-én hunyt el 57 évesen, komplex veseelégtelenségben.

## Diszkográfia

### Stúdióalbumok
- Vanity 6 (1982)

### Kislemezek
| Cím             | B-oldal         | Megjelenés | Legmagasabb pozíció | Legmagasabb pozíció | Legmagasabb pozíció | Legmagasabb pozíció | Legmagasabb pozíció | Legmagasabb pozíció | Album    |
| Cím             | B-oldal         | Megjelenés | US                  | US R&B              | US Dance            | AUS                 | BEL (FL)            | NLD                 | Album    |
| --------------- | --------------- | ---------- | ------------------- | ------------------- | ------------------- | ------------------- | ------------------- | ------------------- | -------- |
| "He's So Dull"  | "Make-Up"       | 1982       | —                   | —                   | —                   | 92                  | —                   | 44                  | Vanity 6 |
| "Nasty Girl"    | "Drive Me Wild" | 1982       | 101                 | 7                   | 1                   | —                   | 11                  | 7                   | Vanity 6 |
| "Drive Me Wild" | "3 × 2 = 6"     | 1982       | —                   | —                   | —                   | —                   | —                   | —                   | Vanity 6 |
| "Bite the Beat" | "3 × 2 = 6"     | 1982       | —                   | —                   | —                   | —                   | —                   | —                   | Vanity 6 |

## Második Vanity-album
Több dalt is megírtak a Vanity 6 második albumára, de miután Vanity eltávozott, mások adták elő.
- A "Sex Shooter"-t az Apollonia 6 adta ki, de a Vanity 6 legalább egy verzióját felvette a dalnak, amelyek mind demófelvételek voltak.
- A "17 Days" Prince "When Doves Cry" kislemezének B-oldala volt és Bennett adott hozzá háttérvokált
- A "G-Spot" Jill Jones debütáló albumára került fel
- A "Vibrator"-on Prince és Jill Jones közreműködött
- A "Manic Monday"-t Prince a The Bangles-nek ajánlott fel és szerepelt az első albumukon, a Different Light-on